# Зарянка (посёлок)
Зарянка — посёлок в Назаровском районе Красноярского края России. Входит в состав Гляденского сельсовета.

## География
Посёлок находится на расстоянии 34 км к югу от города Назарово, административного центра района.

## История
В 1968 году указом Президиума Верховного Совета РСФСР посёлку отделения №3 Гляденского совхоза присвоено наименование Зарянка.

## Население
| 2010 |
| ---- |
| 132  |

### Гендерный состав
По данным Всероссийской переписи населения 2010 года, в посёлке проживало 132 человека (59 мужчин и 73 женщины).